# 金纶·汤逊

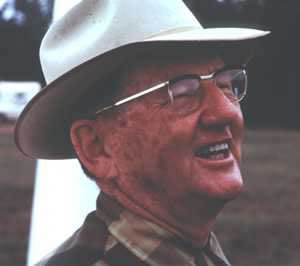
金纶·汤逊

威廉·卡梅隆·汤森德（英語：William Cameron Townsend，1896年7月9日—1982年4月23日），一般译为金纶·汤逊，美国福音派传教士，为SIL国际和国际威克理夫圣经翻译会（今威克理夫国际联会）的创始人。
1896年出生在美国加利福尼亚州東谷，年幼的时候家里非常贫穷。他在念大学的时候结识了美国基督教领袖约翰·穆德，此后立下了在全世界传教的志向。最初他在南美洲的危地马拉布道。当地的白人通行西班牙语，使用西班牙语版本的圣经。然而，印第安人完全不懂西班牙语，视圣经为无用之物。一次，一位喀克其奎人嘲笑金纶，说为何上帝不会说印第安人的语言。金纶对此感慨颇深，便努力学习了当地语言，花费了10年的时间学习了喀克其奎语，将新约圣经翻译成这门语言。
1934年，他回到美国，在阿肯色州创立暑期语言学院，指导传教士们将圣经翻译成各种不同的语言，这个组织后来成为著名的语言学机构SIL国际。1942年，又在俄克拉荷马州创立威克理夫营，后来改名威克理夫圣经翻译会，并于后来在世界许多国家建立分会，成为一个国际性松散的组织联盟国际威克理夫圣经翻译会。他为了达成传教目的，与世界上一些独裁政府结为良好关系，又与天主教会和其他宗教搞关系，这遭到其他福音派人士的批评。
金纶一生致力于圣经的翻译事业，1982年在北卡羅萊納州的瓦克斯霍逝世。